# Siegfried Mews
Siegfried Ernst Mews (* 28. September 1933 in Berlin; † 26. Oktober 2022 in Chapel Hill (North Carolina)) war ein deutscher Germanist.

## Leben
Er wuchs in Schlanstedt auf. Ab 1953 studierte er an der Universität Halle. Er floh 1958 nach West-Berlin. An der Southern Illinois University erwarb er 1963 einen Master of Arts in Anglistik. Nachdem er 1967 an der University of Illinois at Urbana-Champaign in Comparative Literature promoviert (The reception of Weltliteratur in Germany 1871–1890. A study in literary taste) worden war, nahm er eine Stelle am Department of Germanic an Sprachen bei University of North Carolina at Chapel Hill an. 2008 ging er in den Ruhestand.

## Schriften (Auswahl)
- Carl Zuckmayer: Des Teufels General. Frankfurt am Main 1991, ISBN 3-425-06367-7.
- Bertolt Brecht: Der kaukasische Kreidekreis. Frankfurt am Main 1992, ISBN 3-425-06082-1.
- Carl Zuckmayer: Der Hauptmann von Köpenick. Frankfurt am Main 1998, ISBN 3-425-06363-4.
- Günter Grass and his critics. From The tin drum to Crabwalk. Rochester 2008, ISBN 978-1-57113-062-4. archive.org